# 台灣女子棒球聯賽
台灣女子棒球聯賽（英語：Taiwan women Baseball League），簡稱台灣女棒聯賽，由台灣女子棒球運動推廣協會籌設創立，此為台灣首度舉辦的全國女棒長期賽事，創始球隊為向日葵、接棒未來、Anytime Fitness、台北先鋒、台北御聖、國立體大、Sunday。
首屆聯賽橫跨2020-2021年度，自2020年10月24日至2021年3月6日，共進行10週賽事。

## 簡史
2001年高雄木棉花、台北先鋒2支社會女棒隊先後成立，是女棒發展的起頭。時至今日，全台共6支女棒隊，台北有3隊、台中有1隊、高雄則有2隊，每年會由各隊輪流舉辦全國邀請賽。
2014年成立「台灣女子棒球運動推廣協會」，而在2020年催生了台灣女子棒球聯賽。

## 現役球隊
- 椰林
- 台北御聖
- 晨星
- 桃園市
- 台北先鋒
- 跑跑人
- 臺南漁光
- 諾娜
- 木棉花
- 桃園悟空
- Sunday
- 向日葵

（2023年止）

## 歷屆成績
| 球季           | 冠軍     | 第二     | 第三            | 第四     |
| -------------- | -------- | -------- | --------------- | -------- |
| 2020-21年 詳情 | 台北御聖 | 接棒未來 | Sunday 國立體大 |          |
| 2021-22年 詳情 | 南投縣   | 台北御聖 | 浤量企業        | 跑跑人   |
| 2022年 詳情    | 台北御聖 | 樂天桃園 | Sunday          | 向日葵   |
| 2023年 詳情    | 樂天桃園 | Sunday   | 向日葵          | 台北御聖 |
| 2024年 詳情    | 樂天桃園 | Sunday   | 桃園悟空        | 晨星     |

## 外部連結
- 台灣女子棒球聯賽在台灣棒球維基館上的頁面（繁體中文）
- 官方网站
- 台灣女子棒球聯賽的Facebook專頁